# 신민아 (출판 편집인)
신민아(申旼娥, 1977년 9월 14일 ~ )는 대한민국의 출판 편집인이다. 옥스퍼드 대학교 대학원 영어영문학과를 졸업했으며 부즈 앨런 해밀턴 컨설턴트, 출판사 베리타움 대표를 역임했다. 2020년에 실시된 대한민국 제21대 국회의원 선거에서 미래통합당(현재의 국민의힘의 전신)의 비례대표 위성정당인 미래한국당 후보로 출마했다.

## 학력
- 코넬 대학교 (졸업)
- 옥스퍼드 대학교 대학원 영어영문학과 (졸업)

## 역대 선거 결과
| 실시년도 | 선거   | 대수 | 직책     | 선거구   | 정당       | 득표수       | 득표율          | 순위          | 당락 | 비고      |
| -------- | ------ | ---- | -------- | -------- | ---------- | ------------ | --------------- | ------------- | ---- | --------- |
| 2020년   | 총선   | 21대 | 국회의원 | 비례대표 | 미래한국당 | 9,441,520 표 | \| \| 33.84% \| | 비례대표 38번 | 낙선 | 승계 불능 |
|          | 33.84% |      |          |          |            |              |                 |               |      |           |